# Titularbistum Lycopolis
Lycopolis (ital.: Licopoli) war ein Titularbistum der römisch-katholischen Kirche.
Es geht zurück auf ein antikes Bistum in der Stadt Lykopolis am westlichen Nilufer in Mittelägypten (heute Asyut). Das Bistum Lycopolis war ein Suffraganbistum des Erzbistums Antinoë.
| Titularbischöfe von Lycopolis (hist.) |                                        |                                                                  |                    |                    |
| Nr.                                   | Name                                   | Amt                                                              | von                | bis                |
| 1                                     | Tomasz Skotnicki                       | Weihbischof in Kulm (Polen)                                      | 1. Oktober 1685    | 10. Dezember 1700  |
| 2                                     | Atanasio Esterriga Trajanáuregui       | Weihbischof in Toledo (Spanien)                                  | 26. November 1703  | 23. Juli 1712      |
| 3                                     | Stefan Bogusław Rupniewski             | Weihbischof in Lemberg (Ukraine)                                 | 22. Mai 1713       | 23. Dezember 1716  |
| 4                                     | José Esquivel Castellejos OP           | Weihbischof in Sevilla (Spanien)                                 | 14. März 1717      | 11. Juli 1738      |
| 5                                     | Ferdinando Romualdo Guiccioli          |                                                                  | 10. März 1741      | 5. April 1745      |
| 6                                     | Johann Friedrich von Lasser            | Weihbischof in Mainz (Deutschland)                               | 16. September 1748 | 14. April 1769     |
| 7                                     | Joseph Paul Sedeler                    | Weihbischof in Prag (Böhmen)                                     | 11. September 1775 | 4. September 1776  |
| 8                                     | Iovinus Fridericus Bystrzycki          | Weihbischof in Warschau (Polen) (Elekt) vor der Weihe verstorben | 8. Januar 1821     | 11. Juli 1821      |
| 9                                     | Manuel Cayetano Muñoz Benavente        | Weihbischof in Sevilla (Spanien)                                 | 24. Juli 1797      | 8. Juli 1824       |
| 10                                    | Anton Ferdinand Holtgreven             | Weihbischof in Paderborn (Deutschland)                           | 22. Juni 1843      | 29. September 1848 |
| 11                                    | Ioannes Kraly                          | Weihbischof in Zagreb (Kroatien)                                 | 16. November 1854  | 1883               |
| 12                                    | Antonio Tomas da Silva Leitão e Castro | Prälat von Maputo (Mosambik)                                     | 8. Mai 1883        | 27. März 1884      |
| 13                                    | Franz Wilhelm Cramer                   | Weihbischof in Münster (Deutschland)                             | 13. November 1884  | 15. März 1903      |
| 14                                    | James Trobec                           | emeritierter Bischof von Saint Cloud (Vereinigte Staaten)        | 28. Mai 1914       | 15. Dezember 1921  |
| 15                                    | John Alexander Floersh                 | Koadjutorbischof von Louisville (Kentucky, Vereinigte Staaten)   | 6. Februar 1923    | 26. Juli 1924      |
| 16                                    | Luis Antonio Castro Alvarez            | Weihbischof in Santiago de Chile (Chile)                         | 23. Oktober 1924   | 13. August 1935    |
| 17                                    | Joseph-Lucien Giray                    | emeritierter Bischof von Cahors (Frankreich)                     | 13. Februar 1936   | 14. April 1938     |
| 18                                    | Paulus Rusch                           | Apostolischer Administrator von Innsbruck-Feldkirch (Österreich) | 15. Oktober 1938   | 9. Dezember 1947   |